# Інсуліноподібний фактор росту

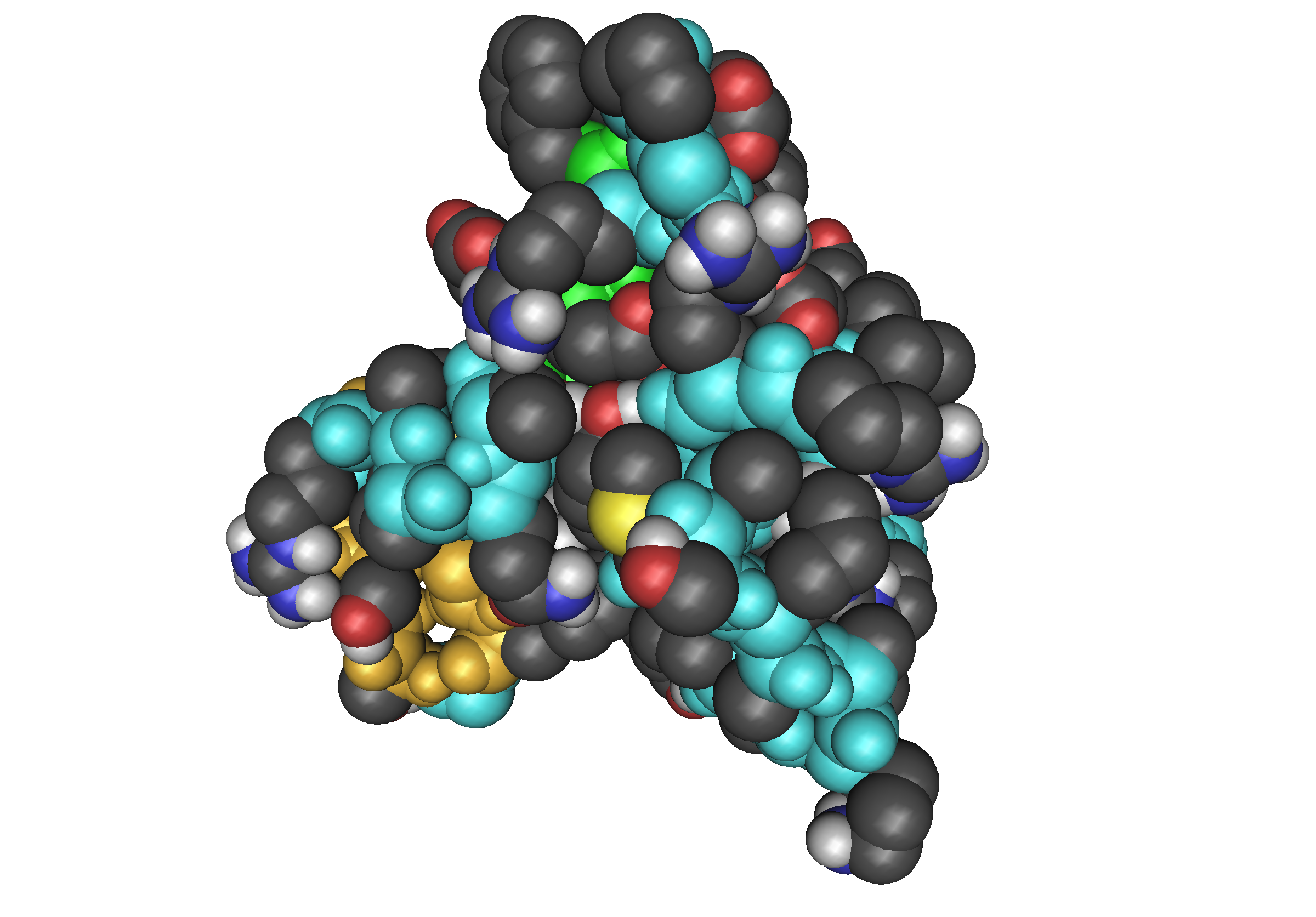
3GF1 інсуліноподібний фактор росту
макромолекулярна структура

Інсуліноподібні фактори росту (IGF) є білками з високою схожістю послідовності з інсуліном. IGF є частиною складної системи, яку клітини використовують для зв’язку з фізіологічним середовищем. Ця складна система (IGF-вісь) складається з двох рецепторів на клітинній поверхні (IGF1R та IGF2R), двох лігандів (IGF-1 та IGF-2), сімейства із семи високоафінних білків, що зв’язують IGF (IGFBP1 – IGFBP7), а також пов’язаних ферментів, що розкладають IGFBP, які разом називаються протеази.

## IGF1/GH вісь
IGF віссю також зазвичай називають віссю "гормон росту/IGF-1". Інсуліноподібний фактор росту 1 (IGF-1 або IGF-I) в основному виділяється печінкою в результаті стимуляції гормоном росту (GH). IGF-1 важливий як для регуляції фізіологічних процесів, так і для ряду патологічних станів, включаючи рак. Було показано, що вісь IGF відіграє важливу роль у сприянні клітинної проліферації та інгібуванні клітинної смерті (апоптоз).
Вважається, що інсуліноподібний фактор росту 2 (IGF-2, іноді IGF-II) є основним фактором росту, необхідним для раннього розвитку, тоді як експресія IGF-1 потрібна для досягнення максимального росту. Дослідження нокауту генів на мишах підтвердили це, хоча інші тварини, ймовірно, регулюють експресію цих генів різними способами. У той час як IGF-2 може бути перш за все фетальним, він також необхідний для розвитку та функціонування таких органів, як мозок, печінка та нирки. 
Фактори, які, як вважають, спричиняють коливання рівнів GH та IGF-1 у кровообігу, включають генотип людини, час доби, вік, стать, стан фізичних навантажень, рівень стресу, рівень харчування, індекс маси тіла (ІМТ), наявність захворювання, расу, статус естрогену та споживання ксенобіотиків.   
IGF-1 бере участь у регуляції нейронного розвитку, включаючи нейрогенез, мієлінізацію, синаптогенез, дендритне розгалуження та нейрозахист після пошкодження нейронів. Підвищення сироваткових рівнів IGF-I у дітей було пов’язане з вищим IQ. 
IGF-1 формує розвиток вушної раковини шляхом контролю апоптозу. Його дефіцит може призвести до втрати слуху. Його рівень в сироватці також лежить в основі кореляції між низьким зростом і зниженням слуху, особливо у віці 3–5 років і у віці 18 років (пізнє статеве дозрівання). 

## Рецептори IGF
Відомо, що IGF зв’язують рецептор IGF-1, рецептор інсуліну, рецептор IGF-2, рецептор, пов’язаний з інсуліном, і, можливо, інші рецептори. Рецептор IGF-1 є "фізіологічним" рецептором. IGF-1 зв’язується з ним із значно більшою спорідненістю, ніж зв’язується з рецептором інсуліну. Як і рецептор інсуліну, рецептор IGF-1 є тирозинкіназним, тобто сигнали рецептора викликають додавання молекули фосфату до певних тирозинів. Рецептор IGF-2 лише зв’язує IGF-2 і діє як «рецептор кліренсу» — він не активує жодних внутрішньоклітинних сигнальних шляхів, функціонуючи лише як секретор IGF-2 і запобігаючи передачі сигналу IGF-2. 

## Органи і тканини залежні від IGF-1
Різноманітні ефекти IGF-1 зумовлені тим, щобагато різних типів тканин експресують рецептор IGF-1. Він діє як нейротрофічний фактор, індукуючи виживання нейронів. Він може каталізувати гіпертрофію скелетних м'язів, індукуючи синтез білка та блокуючи атрофію м'язів. IGF-1 має захисну дію для хрящових клітин і пов’язаний з активацією остеоцитів і, таким чином, може бути анаболічним фактором для кісток. Оскільки у високих концентраціях IGF-1 здатний активувати рецептор інсуліну, він також може доповнювати його дію.  Рецептори для IGF-1 знаходяться в гладких м'язах судин, тоді як типові рецептори для інсуліну в них відсутні. 

## IGF-зв'язувальні білки
IGF-1 і IGF-2 регулюються групою білків, відомих як IGF-зв'язувальні білки. Ці білки допомагають модулювати дію IGF складними способами, які включають як пригнічення дії IGF шляхом запобігання зв’язуванню з рецептором IGF-1, так і сприяння дії IGF, можливо, шляхом сприяння доставці до рецептора та збільшення періоду напіврозпаду IGF. В даний час існує сім охарактеризованих IGF-зв'язуючих білків (IGFBP1 - IGFBP7). Наразі є значні дані, які свідчать про те, що IGFBP відіграють важливу роль на додаток до їх здатності регулювати IGF. IGF-1 і IGFBP-3 залежать від GH, тоді як IGFBP-1 регулюється інсуліном. Виробництво IGFBP-1 у печінці значно підвищується під час інсулінопенії, тоді як рівень біоактивного IGF-1 у сироватці крові підвищується інсуліном. 

## Захворювання, на які впливає IGF
Останні дослідження показують, що вісь інсулін/IGF відіграє важливу роль у старінні.  Нематоди, плодові мушки та інші організми при нокауті гену, еквівалентного інсуліну ссавців, мають збільшену тривалість життя. Однак дещо важко пов’язати цей висновок із ссавцями, оскільки в менших організмах є багато генів (принаймні 37 у нематоди Caenorhabditis elegans  ), які є «інсуліноподібними» або «IGF-1-подібними», тоді як у ссавців інсуліноподібні білки містять лише сім членів (інсулін, IGF, релаксини, EPIL та релаксиноподібний фактор).  Людські інсуліноподібні гени, мабуть, відіграють різні ролі з деякими, але меншими перехресними перешкодами, імовірно, через те, що в людини є кілька інсуліноподібних білків. Простіші організми зазвичай мають менше рецепторів; наприклад, у нематоди C. elegans існує лише один інсуліноподібний рецептор.  Крім того, C. elegans не має спеціальних органів, таких як острівці Лангерганса, які реагують на коливання глюкози викидом інсуліну. Крім того, IGF1 впливає на тривалість життя нематод, викликаючи утворення дауера, стадії розвитку личинки C. elegans. Кореляція зі ссавцями відсутня. Таким чином, залишається відкритим питання про те, чи можуть або IGF-1, або інсулін у ссавців впливати на старіння. Існує припущення, що обмеження харчування може бути пов’язане з цим процесом. 
Інші дослідження вивчають роль IGF у таких захворюваннях, як рак і діабет, показуючи, наприклад, що IGF-1 стимулює ріст клітин раку простати та молочної залози. Єдиної думки щодо ступеня ризику раку, пов'язаного з IGF-1, немає. 